# Pinje
Pinje eller pinjeträd (Pinus pinea) är ett träd inom tallsläktet och familjen tallväxter som växer i större delen av Medelhavsområdet. Pinjeträdet blir över 20 meter högt och förekommer på sandiga marker runt Medelhavet. Trädkronan av barrtäckta grenar är paraplyformad.

## Förekomst
I Italien, Spanien och Portugal är pinjen ett mycket vanligt träd. Den förekommer i Medelhavsområdet, där den är ett karaktärsträd som känns igen i landskapsbilden. Den förekommer österut till Levanten och är inte härdig nog att kunna växa i Sverige.

## Biologi
Trädet är släkt med vanlig tall (Pinus sylvestris), och kottarna ser ut som tallkottar men är betydligt större. Kottarna är runt kulformade, ljusbruna till färgen och cirka 10 centimeter i diameter
Pinjeträd kan bli flera hundra år gamla och det dröjer upp till 25 år innan de börjar få kottar. Förutom den egentliga pinjen (Pinus pinea) finns ett tiotal olika snarlika arter inom Pinus-släktet.
Barken på trädet är röd-orange, medan trädets krona är välvd och mörkt grön. Barren är enkla och glesa under de första 6-7 åren så kallad ungdomsform, vilket gäller för de plantor som säljs till jul. Barren övergår sedan i långa dubbla barr som är minst 12 centimeter långa och i regel något vridna. (se eng wik stone pine)
På senmedeltiden blev det väldigt populärt med medaljongmönster som man använde främst på tyger av olika slag som man sedan använde till kläder, vackra klänningar till hovet och kyrkliga dräkter. Draperier var också många gånger dekorerade med medaljongmönster. Det är en mönsterform som hade sina rötter i Kina, och i mitten av medaljongen hade man ofta ett granatäpple eller en pinjekotte.

## Pinjefrön
Av pinjekottarna kan man få pinjefröna, som tar 3 år att mogna. Ur en kotte kan man få 20 till 50 frön. För att få upp kottarna kan man använda en maskin eller så låter man dem soltorka, då öppnar de sig själv. Sammanlagt ett tjugotal olika Pinea-arter inom tallsläktet har tillräckligt stora frön för att göra dem praktiska att ta tillvara. Fröet har på svenska även kallats piniol, pingel, pinjol eller pinjon.
Pinjefrön används i bland annat kakor, andra bakverk, sallader och som tilltugg. De är en av huvudingredienserna i pesto, som härrör från italienska kuststaden Genua. Det finns också pinjesläktingar som växer i Asien och har lite mörkare frön än den som växer i Europa. Pinjefrön är rika på järn, zink, fleromättat fett och protein.
Pinjefrön är kända som afrodisiaka.

## Etymologi
Ordet pinje kommer från latinets pinea, med den allmänna betydelsen gran eller tall.

## Galleri

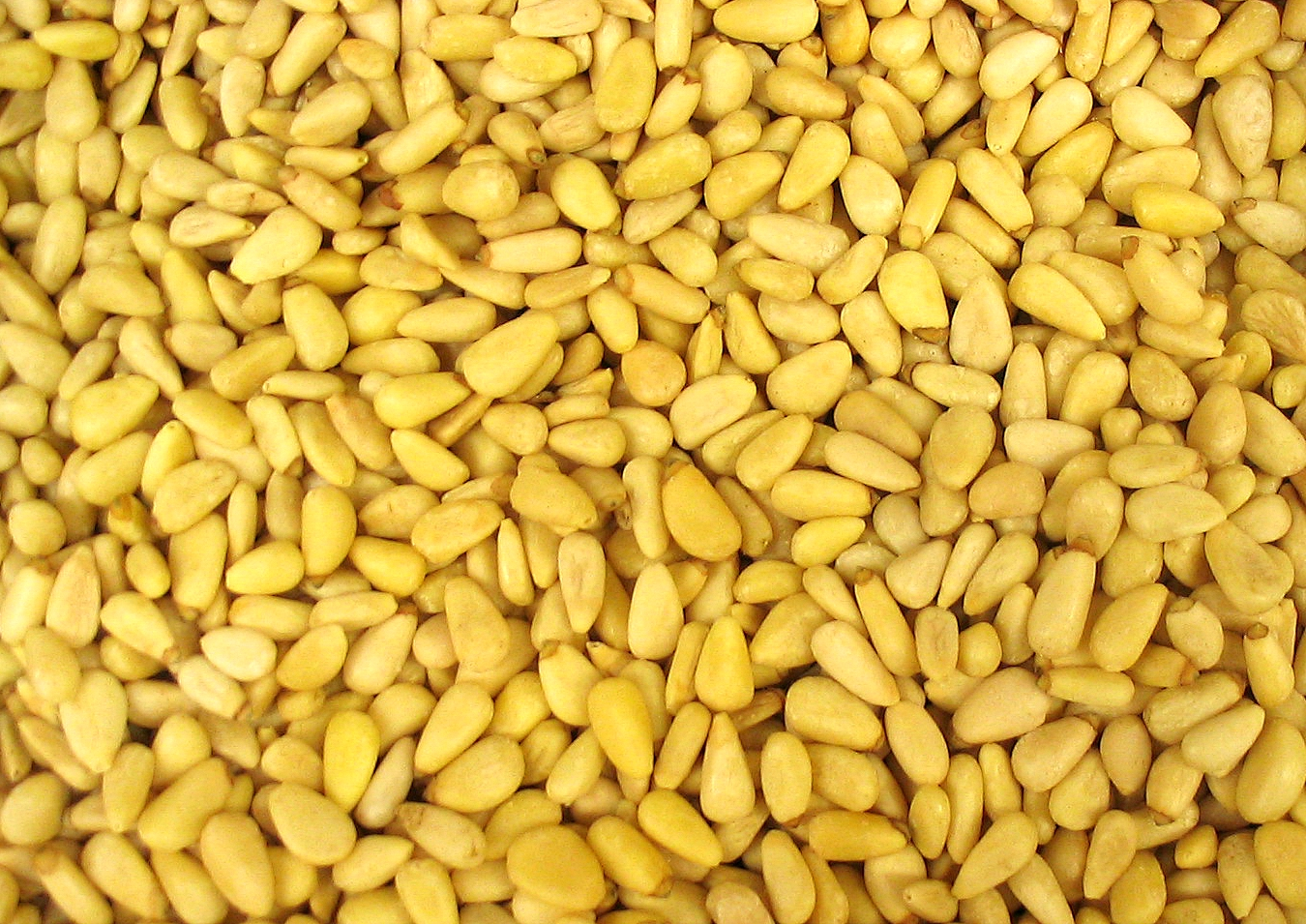
Pinjefrön
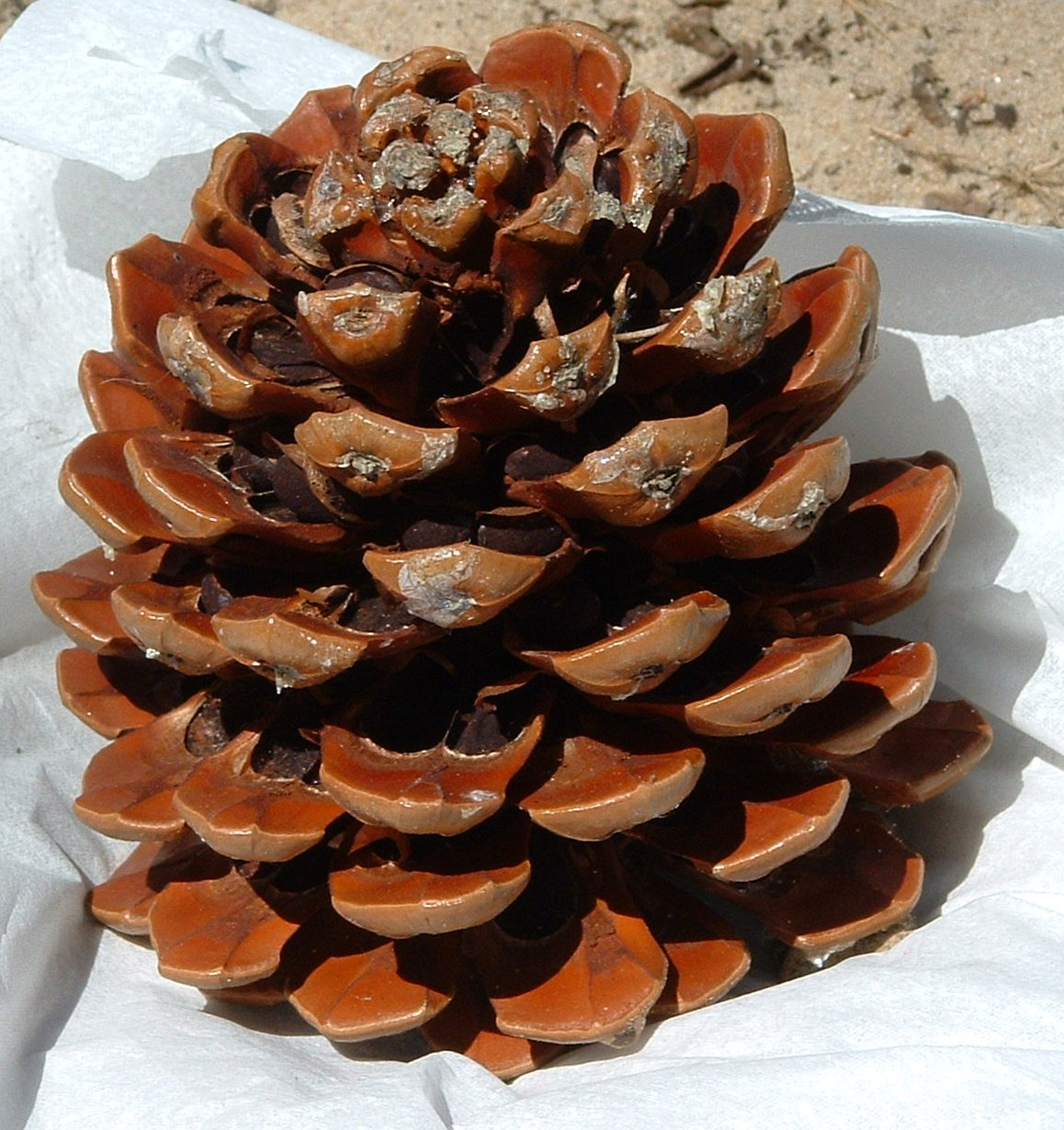
Kotte med frön
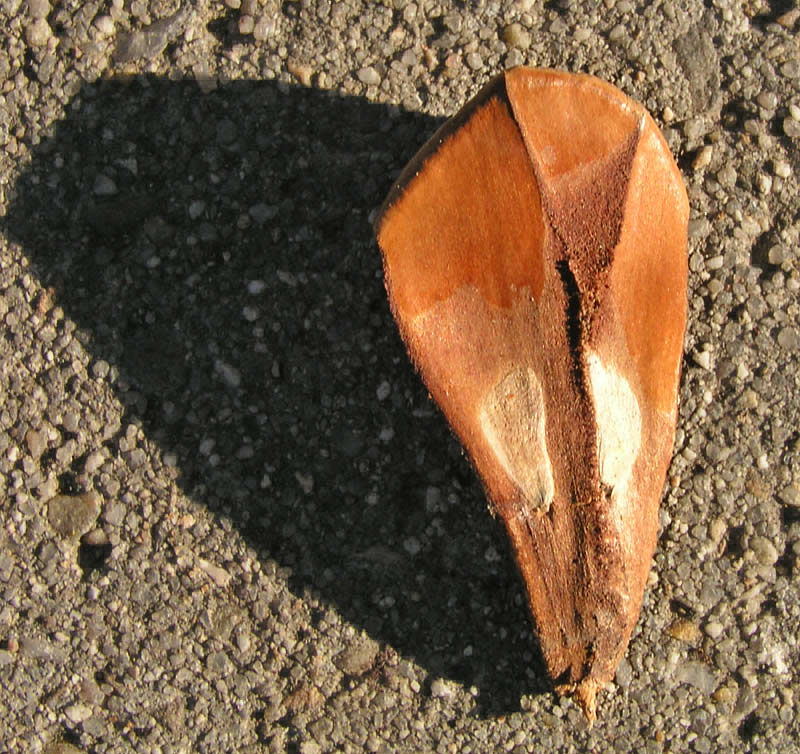